# Șumivți, Hmelnîțkîi
Șumivți (în ucraineană Шумівці) este o comună în raionul Hmelnîțkîi, regiunea Hmelnîțkîi, Ucraina, formată numai din satul de reședință.

## Demografie
Componența lingvistică a comunei Șumivți
     Ucraineană (96,22%)
     Rusă (3,46%)
     Alte limbi (0,16%)
Conform recensământului din 2001, majoritatea populației comunei Șumivți era vorbitoare de ucraineană (96,22%), existând în minoritate și vorbitori de rusă (3,46%).